# Rhiscosomides benedictae
Rhiscosomides benedictae är en mångfotingart som beskrevs av Shear 1973. Rhiscosomides benedictae ingår i släktet Rhiscosomides och familjen Rhiscosomididae. Inga underarter finns listade i Catalogue of Life.